# 国府町中
国府町中（こくふちょうなか）は、徳島県徳島市の町名。2010年11月現在の徳島市の調査による人口は1,965人、世帯数は714世帯。郵便番号は〒779-3124。

## 地理
徳島市の西部に位置し、国府地区に属する。北は伊予街道で国府町府中、東は国府町早淵、西は国府町矢野と接する。鮎喰川左岸に位置し、標高8.0〜10.0m。徳島県道207号鬼籠野国府線が南北に延び、国府町府中で国道192号と接続、市の中心部へは上鮎喰橋を経由する。南半の水田地帯と北半の住宅地に分かれる。古代の名方郡条里地割が一部に残るが、鮎喰川の氾濫によりかなり乱れている。以西用水懸りで大溝懸り水路線に属する。

### 河川
- 鮎喰川

## 歴史
1967年（昭和42年）に名東郡国府町が徳島市に編入された際に、現在の町名となった。

## 世帯数と人口
2022年（令和4年）9月1日現在の世帯数と人口は以下の通りである。
| 町丁     | 世帯数  | 人口    |
| -------- | ------- | ------- |
| 国府町中 | 928世帯 | 2,230人 |

## 小・中学校の学区
市立小・中学校に通う場合、学区は以下の通りとなる。
| 番地 | 小学校             | 中学校             |
| ---- | ------------------ | ------------------ |
| 全域 | 徳島市立国府小学校 | 徳島市立国府中学校 |

## 交通

### バス
徳島バス
- あさひ学園前

### 道路
一般国道
- 国道192号

都道府県道
- 徳島県道123号神山国府線
- 徳島県道206号西黒田中村線
- 徳島県道207号鬼籠野国府線

## 施設
- 阿波木偶館（こくふ街角博物館）
- 徳島県立あさひ学園
- 徳島市国府幼稚園
- 徳島市国府小学校